# Krogulec
Krogulec (německy Theisensteine, česky Krahujec) je vrchol nacházející se v západním výběžku Vysokého jizerského hřebene, v polské části Jizerských hor. Jde o jeden z mála vrcholů polských Jizerských hor zakončený vrcholovou skálou. Spolu s východně ležícím vrcholem Cicha Równia (1001 m) tvoří oblé a rozložité návrší oddělené od sebe sotva znatelným sedlem. V současné době již vrchol zarůstá mladým smrkovým porostem, který má nahradit imisemi zdevastované původní lesy.

## Přístup
Přímo na vrchol nevede žádná značená cesta, jen několik nezpevněných cest a průseků. Nejjednodušší přístup je po červené značce mezi Orle a Jakuszycemi, ze které odbočuje cesta na vrchol. V zimě vedou přes vrchol značené běžkařské tratě.

## Okolí
Na západním temeni Krogulce jsou zasazeny vrcholové skály s názvem Pelikan.